# Isoetales
Isoetales, biljni red, dio razreda Lycopodiopsida. Jedini živi rod Isoetes čini porodicu Isoetaceae. Sve ostale porodice su fosilne

## Opis
Nekadašnji podrazred Isoetidae sastoji se od jedne porodice, Isoetaceae, koja sadrži rod Isoetes sa preko 200 vrsta. To su vodene ili biljke vlažnoga tla, koje obično rastu kao rozeta lišća koja izbija iz središnjeg rizoma poput kukuruza iz kojeg izbijaju brojni žilasti korijeni. Listovi su dugi i travoliki. Sporangiji se nalaze na unutarnjoj strani napuhnute osnove lista, a biljke su heterosporne (imaju megaspore i mikrospore). Vrste su široko rasprostranjene na svim kontinentima, a najčešće rastu na dnu slatkovodnih jezera i drugih površinskih voda. Reprezentativna vrsta je “Braunova črnovka” (Isoetes braunii) borealne Sjeverne Amerike i Euroazije.

## Porodice
1. Chaloneriaceae †
2. Isoetaceae Dumort.
3. Nathorstianaceae †
4. Pleuromeiaceae †
5. Suavitasaceae †